# 布赫滕施泰因山

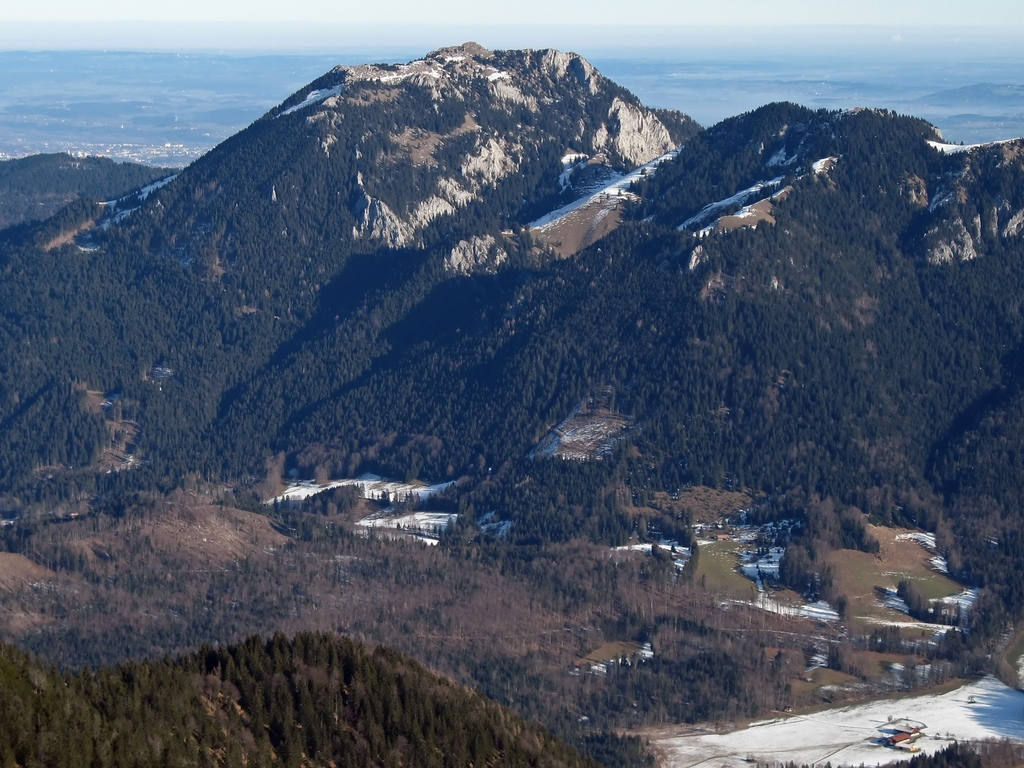

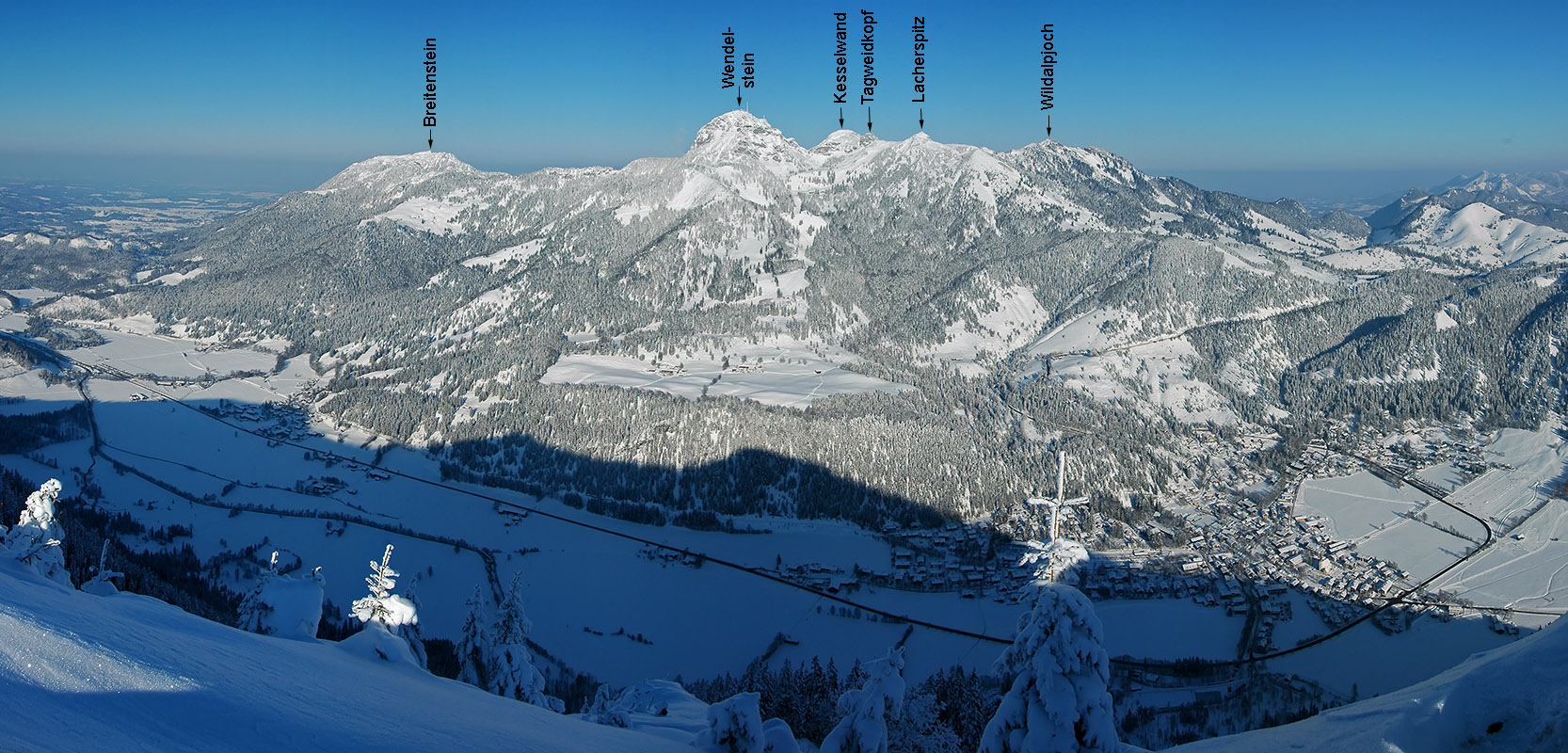

47°43′20″N 11°59′21″E / 47.72222°N 11.98917°E
布赫滕施泰因山（德語：Breitenstein），是德國的山峰，位於該國東南部，由巴伐利亞負責管轄，屬於巴伐利亞前阿爾卑斯山脈的一部分，海拔高度1,622米，每年平均降雨量1,847毫米。